# پرتاس
پرتاس (به اسپانیایی: Portas) یک شهرستان در اسپانیا است.

## خصوصیات
پرتاس ۲۳ کیلومترمربع مساحت و ۳٬۱۷۲ نفر جمعیت دارد.